# Иоанн Вустерский

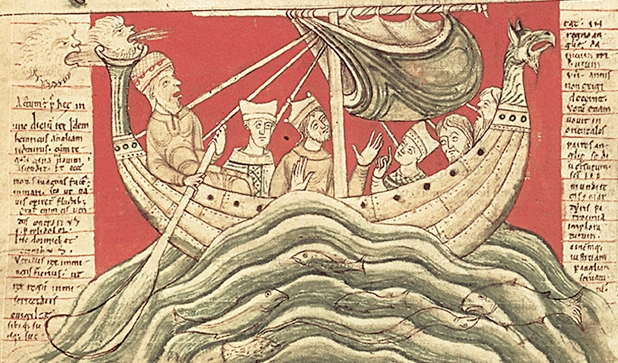
Возвращение Генриха I в Англию. Миниатюра рукописи хроники Иоанна Вустерского из библиотеки колледжа Корпус-Кристи (Оксфорд)

Иоанн (Джон) Вустерский (англ. John of Worcester, лат. Johannes Wigorniensis, или Iohannis Wigornensis; до 1095 — около 1140) — средневековый английский хронист, монах-бенедиктинец из приората Пресвятой Девы Марии в Вустере, автор «Хроники из хроник» (лат. Chronicon ex chronicis), или «Хроники хроник» (лат. Chronica chronicarum). Ранее предполагалось, что Иоанну принадлежит только последняя часть этого латинского сочинения, автора же основной звали Флоренсом Вустерским (англ. Florence of Worcester). В настоящее время считается доказанным, что именно Иоанн являлся единственным автором «Chronicon ex chronicis».

## Жизнь и труды

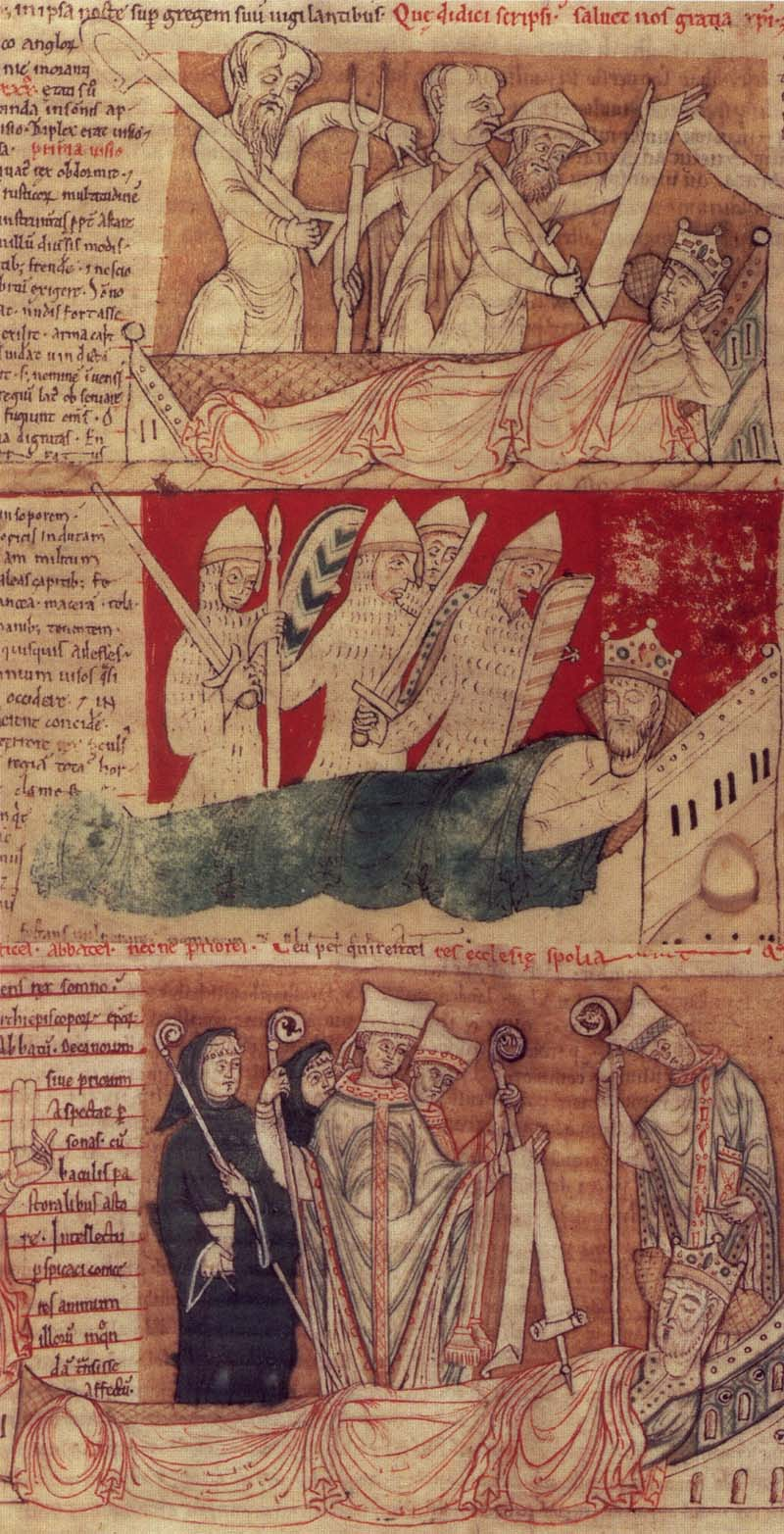
Видение Генриха I. Миниатюра рукописи хроники Иоанна Вустерского из библиотеки колледжа Корпус-Кристи (Оксфорд)

Об Иоанне известно лишь то, что он был монахом в бенедиктинском приорате в Вустере. Его «Хроника из хроник» (лат. Chronicon ex chronicis) излагает события всемирной истории от Рождества Христова до 1140 года. Она представляет собой первую в средневековой английской историографии попытку изложения всемирной истории, однако историческое значение имеют лишь её главы, относящиеся к нормандскому завоеванию и развитию Англии в период англонормандской монархии, которые содержат уникальный материал по политической истории страны. Причём наибольшую ценность представляют те из них, что написаны самим Иоанном на основании его собственных знаний и впечатлений, охватывающие время с 1118 по 1140 год, то есть конец правления Генриха I и начало гражданской войны в Англии при Стефане Блуаском.
Его современник Ордерик Виталий в своей «Церковной истории» сообщает: «Иоанн Вустерский, англичанин родом, монах из Вустера, муж достопочтенный и высокоучёный, в своих дополнениях к хронике Мариана Скота собрал достоверные записи о событиях, начиная с правления короля Вильгельма и его сыновей Вильгельма Рыжего и короля Генриха, и до наших дней».
В описании ранних периодов хроника Иоанна Вустерского представляет собой компиляцию из трудов Беды Достопочтенного, одной из версий «Англосаксонских хроник», «Жизни Альфреда» Ассера, «Жития Св. Освальда» Биртферта из Рамси, «Жития Св. Дунстана» Аделарда Гентского, «Жития Св. Альфеджа» Осберна Кентерберийского, а также хроники ирландского монаха Мариана Скота, причём наибольшее влияние на автора, очевидно, оказал последний. По мнению ряда исследователей, история нормандского завоевания Англии и правления Вильгельма Завоевателя основана на несохранившейся работе Флоренса Вустерского, видимо, монаха той же обители, скончавшегося около 1118 года, а в основу описания периода правления Вильгельма II Рыжего легла «Новая история» Эдмера Кентерберийского. Не исключено также, что Иоанн имел в своём распоряжении тот же неизвестный источник, что и его современник Уильям Мальмсберийский, поскольку его «Хроника хроник», как и «Хроника английских королей» Уильяма, включает похожий материал, отсутствующий в других английских хрониках.
Последние разделы «Хроники из хроник», посвящённые событиям до 1152 года, вероятно принадлежат перу анонимного продолжателя, опирающегося, главным образом, на «Историю англов» Генриха Хантингдонского. Существуют и позднейшие продолжения хроники до конца XIII века, написанные монахами бенедиктинского аббатства в Бери-Сент-Эдмундс Джоном из Такстера и Джоном из Эверсдена.
«Хроника хроник» Иоанна Вустерского сохранилась в пяти манускриптах XII—XIII веков из Бодлианской библиотеки (MS Bodley 297) и библиотеки колледжа Корпус-Кристи (MS 157) Оксфордского университета, библиотеки колледжа Корпус-Кристи Кембриджского университета (MS 92), библиотеки Тринити-колледжа в Дублине (MS 502) и библиотеки Ламбетского дворца в Лондоне (MS 42).
Полное двухтомное издание оригинального текста хроники было опубликовано в 1848—1849 годах в Лондоне под редакцией филолога Бенджамина Торпа. Комментированный английский перевод её был выпущен в 1854 году там же историком-архивистом Джозефом Стивенсоном в первой части 2-го тома «Собрания церковных историков Англии». Заново отредактированная публикация хроники в оригинале и в переводе вышла в 1908 году в Оксфорде под редакцией историка-медиевиста Джона Реджинальда Гомера Уивера, и выдержала несколько переизданий.
Иоанну Вустерскому также приписывают доведённую до 1123 года краткую латинскую хронику Chronicula, сохранившуюся в единственной рукописи XIII в. (MS 503) из библиотеки дублинского Тринити-колледжа и не имеющую исторической ценности.

## Издания
- Памятники истории Англии / Пер. Д. М. Петрушевского. — М.: Соцэкгиз, 1936.
- Florentii Wigorniensis monachi Chronicon ex chronicis, ab adventu Hengesti et Horsi in Britanniam usque ad annum MCXVII. Edited by Benjamin Thorpe. — Tomus 1–2. — London: Sumptibus societatis, 1848—1849.
- The Chronicle of Florence of Worcester: With the Two Continuations; Comprising Annals of English History, from the Departure of the Romans to the Reign of Edward I. Transl. by Thomas Forester // Church Historians of England. Ed. by Joseph Stevenson. — Volume II. — Part 1. — London: Henry G. Bohn, 1854. — pp. 171–372.
- The Chronicle of John of Worcester, 1118—1140: being the continuation of the «Chronicon ex chronicis» of Florence of Worcester. Ed. and transl. by John Reginald Homer Weaver. — Oxford: Clarendon Press, 1908. — 82 p.